# Bathybadistes hoplitis
Bathybadistes hoplitis là một loài chân đều trong họ Munnopsidae. Loài này được Hessler & Thistle miêu tả khoa học năm 1975.